# Transfermarkt
O Transfermarkt é um site alemão dedicado ao futebol e à avaliação de valores de mercado de vários jogadores. Foi fundado em maio de 2000.